# شمشير سلاجقه (مقاطعة فارياب)
شمشير سلاجقه (بالإنجليزية: Tolombeh-ye Ashayiri Shamshir Solajqeh)‏ هي مستوطنة تقع في كرمان في إيران. يقدر عدد سكانها بـ 86 نسمة .